# Anaea miranda
Anaea miranda är en fjärilsart som beskrevs av Rothschild 1897. Anaea miranda ingår i släktet Anaea och familjen praktfjärilar. Inga underarter finns listade i Catalogue of Life.